# Utetheisa shiba
Utetheisa shiba är en fjärilsart som beskrevs av Bhattacherjee och Gupta 1969. Utetheisa shiba ingår i släktet Utetheisa och familjen björnspinnare. Inga underarter finns listade i Catalogue of Life.